# Głuszyn (województwo kujawsko-pomorskie)
Głuszyn – wieś w Polsce położona w województwie kujawsko-pomorskim, w powiecie radziejowskim, w gminie Bytoń.
W latach 1975–1998 miejscowość położona była w województwie włocławskim.

## Historia
Głuszyn w wieku XIX opisano jako: wieś w powiecie nieszawskim, gminie i parafii Bytoń. Jest tu browar z produkcją na 5000 rubli srebrnych. W skład dóbr Głuszyn wchodzi: Dąbrówka, Strużewo folwark Wandżin, Stefanowo, Sadziska, Dąbrowa.
Obszar ogólny wynosi 1264 mórg.
W 1827 r. Głuszyn liczył 15 domów, 166 mieszkańców. Dobra Głuszyn leżą od Nieszawy wiorst 35, od Osięcin wiorst 10, od Brześcia wiorst 14. Rozległość wynosi mórg 1089: w tym: folwark Głuszyn grunta orne i ogrody mórg 363, łąk mórg 53, pastwisk mórg 46, wody mórg 265, nieużytki i place mórg 20, razem mórg 747. Budynki murowane 19, drew. 3, płodozmian 8 i 10-polowy; folw. Wandzin grunta orne i ogrody mórg 283, pastwisk mórg 55, nieużytki i place mórg 4, razem mórg 342. Budynki murowane 4, Jezioro Głuszyńskie mające obszaru mórg 265, pokłady torfu i marglu.
Wieś Głuszyn osad 10, gruntu mórg 6.